# Slaget vid Tryškiai
Slaget vid Tryškiai var en skärmytsling som utspelades i december 1701 under det stora nordiska kriget. Sedan hösten 1701 hade kung Karl XII skickat mindre svenska styrkor till Litauen för att dels skydda Kazimierz Jan Sapiehas gods, dels för att försöka komma i kontakt med hetman Grzegorz Antoni Ogińskis polska trupper i området. I december genomförde Ogiński ett nattligt överfall mot Karl XII:s fältläger vid byn Tryszki (dagens Tryškiai) i Samogitien. Ogiński slog dock till reträtt efter en kort strid, och aktionen ledde senare till Karl XII:s fälttåg i det polsk-litauiska samväldet år 1702.